# 카이타니 시노부
카이타니 시노부(일본어: 甲斐谷忍, 1967년 9월 24일 ~ )는 가고시마현 출신 일본의 남성 만화가이다. 가고시마 대학 공학부를 졸업했다. 대표작으로 《소믈리에》, 《ONE OUTS》, 《라이어 게임》 등이 있다.

## 주요 작품
- 《소믈리에》 (총9권)
- 《ONE OUTS》 (총20권)
- 《태평천국연의》 (총3권, 미완결)
- 《라이어 게임》
- 《영능력자 오다기리 쿄코의 거짓말》
- 《라이어 게임 roots of A》

## 같이 보기
- 오다 에이치로